# Musikforum
Musikforum: Musikleben im Diskurs (anfänglicher Zusatz: Musik leben und erleben in Deutschland und das Magazin des Deutschen Musikrats) ist ein seit 2003 durch den Deutschen Musikrat herausgegebenes und vierteljährlich in Zusammenarbeit mit Schott Music in neuer Folge verlegtes Musikmagazin. Zuvor, ab 1965, erschien es unter dem Titel Deutscher Musikrat: Referate und Informationen. 2008 wurde das Magazin um das Supplement DMR aktuell ergänzt, 2013 kam die Beilage Arpeggio hinzu. Es hat nach eigenen Angaben eine Auflage von ca. 4.000 Exemplaren und ist im In- und Ausland verbreitet. Förderung erhält es vom Beauftragten der Bundesregierung für Kultur und Medien, kooperiert wird auch mit dem WDR und WERGO. Die Zeitschrift widmet sich aktuellen Entwicklungen in der Musikkultur, -politik und -wirtschaft. Die Ausgaben enthalten die Vorstellung von Forschungsansätzen, Musiker- und Institutionenportraits und Besprechungen. Die derzeitige Berliner Chefredaktion obliegt dem Musiker und Kulturfunktionär Christian Höppner. Weitere Redaktionsmitglieder sind u. a. Hans Bäßler, Birgit Jank, Helmut Scherer, Rolf W. Stoll und Ulrike Liedtke.